# Akademické mistrovství světa v lyžařském orientačním běhu 2022
3. Akademické mistrovství světa v lyžařském orientačním běhu proběhlo ve Česku ve dnech 22. až 26. února 2022. Centrum závodů MS bylo v Jáchymově.

## Účastníci
Mistrovství se zúčastnilo 38 mužů a 34 žen z 12 států:
- Bulharsko (0+4)
- Česko (6+4)
- Estonsko (1+2)
- Německo (1+1)
- Maďarsko (0+1)
- Japonsko (4+1)
- Litva (1+2)
- Norsko (6+5)
- Rusko (6+6)
- Slovensko (2+0)
- Švédsko (5+2)
- Švýcarsko (6+6)

## Program závodů
Program mistrovství světa:
| Den      | Závod                            | Centrum závodu                |
| -------- | -------------------------------- | ----------------------------- |
| 22. únor | Sprint                           | Biatlonový areál Eduard       |
| 23. únor | Stíhací závod (Pursuit)          | Biatlonový areál Eduard       |
| 24. únor | volný den                        |                               |
| 25. únor | Sprintové štafety (Sprint relay) | Lyžařský areál Jahodová Louka |
| 26. únor | Krátká trať (Middle)             | Biatlonový areál Eduard       |